# Науру на летних Олимпийских играх 2008
Науру приняло участие в летних Олимпийских играх 2008 в Пекине в четвёртый раз в своей истории, отправив одного спортсмена, участвовавшего в соревнованиях по тяжёлой атлетике. По результатам игр олимпийская сборная Науру не завоевала ни одной медали.

## Тяжёлая атлетика
Единственный спортсмен Науру квалифицировался на Олимпийские игры по результатам чемпионата Океании. Итте Детенамо являлся победителем чемпионата Океании по тяжёлой атлетике 2007 года по сумме упражнений и победителем 2008 года в соревнованиях в рывке.
Соревнования спортсменов в категории свыше 105 кг прошли 19 августа 2008 года. Итте Детенамо принял участие в группе В. В рывке он поднял в первой попытке 165 кг, во второй — 170 кг, в третьей — 175 кг. В толчке он поднял штангу весом 205 кг в первой попытке, 210 кг — во второй, в третьей попытке он не смог поднять вес 215 кг. Таким образом с суммой 385 кг он занял 10 место в списке спортсменов данной категории.
Спортсменов — 1
Мужчины
| Спортсмен     | Кате- гория | Масса  | Рывок | Рывок | Рывок | Толчок | Толчок | Толчок | Всего | Место |
| Спортсмен     | Кате- гория | Масса  | 1     | 2     | 3     | 1      | 2      | 3      | Всего | Место |
| ------------- | ----------- | ------ | ----- | ----- | ----- | ------ | ------ | ------ | ----- | ----- |
| Итте Детенамо | Св. 105 кг  | 148,48 | 165   | 170   | 175   | 205    | 210    | 215    | 385   | 10    |